# 四环丙基甲烷
四环丙基甲烷是一种有机化合物，化学式为C13H20，它是甲烷的四个氢全部被环丙基取代的产物。它可以3,3-二环丙基丙烯酸乙酯为原料，经多步反应，得到二环丙基二乙烯基甲烷，再小心地和重氮甲烷、乙酸钯反应制得。它在溶液中以S4时间平均（time-averaged）对称的构象存在。